# Suzy Prim
Suzy Prim, pseudonimo di Suzanne Mariette Arduini (Parigi, 11 ottobre 1896 – Boulogne-Billancourt, 7 luglio 1991), è stata un'attrice, sceneggiatrice e produttrice cinematografica francese.

## Biografia
Figlia di Gaston Arduini, artista appartenente ad una famiglia di attori e di mimi italiani stabilitisi in Francia nel XVII secolo, calcò le scene fin da bambina. Frequentò il Théâtre de l'Œuvre di Lugné-Poe, dove crebbe artisticamente. Al teatro dedicò gran parte della sua vita artistica, si affermò come una delle migliori interpreti femminili, e recitò soprattutto accanto a Sacha Guitry e Jules Berry.
Scoperta da Louis Feuillade, fu "attrice-bambina" nel cinema e prese parte a diversi film prodotti dalla Gaumont con lo pseudonimo La petite Arduini. Abbandonò temporaneamente il cinema, per ritornarvi successivamente da adolescente nel 1910 con Petits poèmes antiques.
Oltre che nel suo paese, la Prim lavorò anche in Italia, dove girò alcune pellicole, tra queste La beffa atroce (1915),  Appassionatamente (1919), Il suo destino (1921).
Dopo aver abbandonato nuovamente il cinema negli anni venti, la carriera cinematografica della Prim riprese nel cinema sonoro con il film Mon coeur et ses millions (1931), e negli anni seguenti guadagnò maggior notorietà rispetto al periodo muto. Tra le sue più interpretazioni più significative vi furono quelle in Verso la vita (1936), La principessa Tarakanova (1938), Nel regno dei cieli (1949) ed Il giorno della violenza (1959), del quale fu pure produttrice. Del 1976 la sua ultima apparizione cinematografica in Il cadavere del mio nemico.
Morì nel 1991 e venne sepolta nel Cimitero di Belleville.

## Filmografia parziale

### Attrice
- Il delitto del nonno (Le crime du grand-père), regia di Léonce Perret e Jacques Roullet - cortometrraggio (1910)
- Carmen, regia di Giovanni Doria (1913)
- La beffa atroce, regia di Carmine Gallone (1915)
- Papà, regia di Nino Oxilia (1915)
- Appassionatamente, regia di Georges-André Lacroix (1919)
- Il suo destino, regia di Georges-André Lacroix (1920)
- Marie des Angoisses, regia di Michel Bernheim (1935)
- Sansone (Samson), regia di Maurice Tourneur (1936)
- Vertigine di una notte (La Peur), regia di Viktor Tourjansky (1936)
- Un marito scomparso (Un de la légion), regia di Christian-Jaque (1936)
- Verso la vita (Les Bas-fonds), regia di Jean Renoir (1936)
- Carico bianco (Cargaison blanche), regia di Robert Siodmak (1937)
- Notte fatale (Le Patriote), regia di Maurice Tourneur (1938)
- La principessa Tarakanova, regia di Fëdor Ozep e Mario Soldati (1938)
- Un caso famoso (Carrefour), regia di Curtis Bernhardt (1938)
- Il destino si diverte (Les Petits Riens), regia di Raymond Leboursier (1942)
- Les caves du Majestic, regia di Richard Pottier (1945)
- Nel regno dei cieli (Au royaume des cieux), regia di Julien Duvivier  (1949)
- Seguite quest'uomo (Suivez cet homme), regia di Georges Lampin (1953)
- Le compagne della notte (Les Compagnes de la nuit), regia di Ralph Habib (1953)
- Fascino criminale (Les Pépées font la loi), regia di Raoul André (1955)
- Il giorno della violenza (Douze heures d'horloge), regia di Géza von Radványi (1959)
- Professione: Avventurieri (Profession: Aventuriers), regia di Claude Mulot (1973)
- Il cadavere del mio nemico (Le Corps de mon ennemi), regia di Henri Verneuil (1976)

### Sceneggiatrice
- Lafayette, una spada per due bandiere (La Fayette), regia di Jean Dréville (1961)
- L'uomo di Casablanca (L'homme de Marrakech), regia di Jacques Deray (1966)

## Doppiatrici italiane
- Tina Lattanzi in Verso la vita
- Giovanna Scotto in La principessa Tarakanova
- Margherita Bagni in Un marito scomparso